# کایناردزا
کایناردزا (به لاتین: Kaynardzha) یک منطقهٔ مسکونی در بلغارستان است که در شهرستان کاینارژا واقع شده‌است. کایناردزا ۸۸۲ نفر جمعیت دارد و ۱۷۳ متر بالاتر از سطح دریا واقع شده‌است.